# リブ住吉
リブ住吉（リブすみよし）は、神戸市東灘区住吉本町にあるショッピングセンター。西日本旅客鉄道（JR西日本）・六甲ライナー住吉駅に直結した施設（駅ビル）である。JR西日本の関連会社であるJR西日本アーバン開発株式会社が運営している。1989年3月3日開業。

## 施設
中核店舗は、コープこうべが運営するシーア（Seer）。地上5階建。2階で住吉駅と直結している。

## 店舗

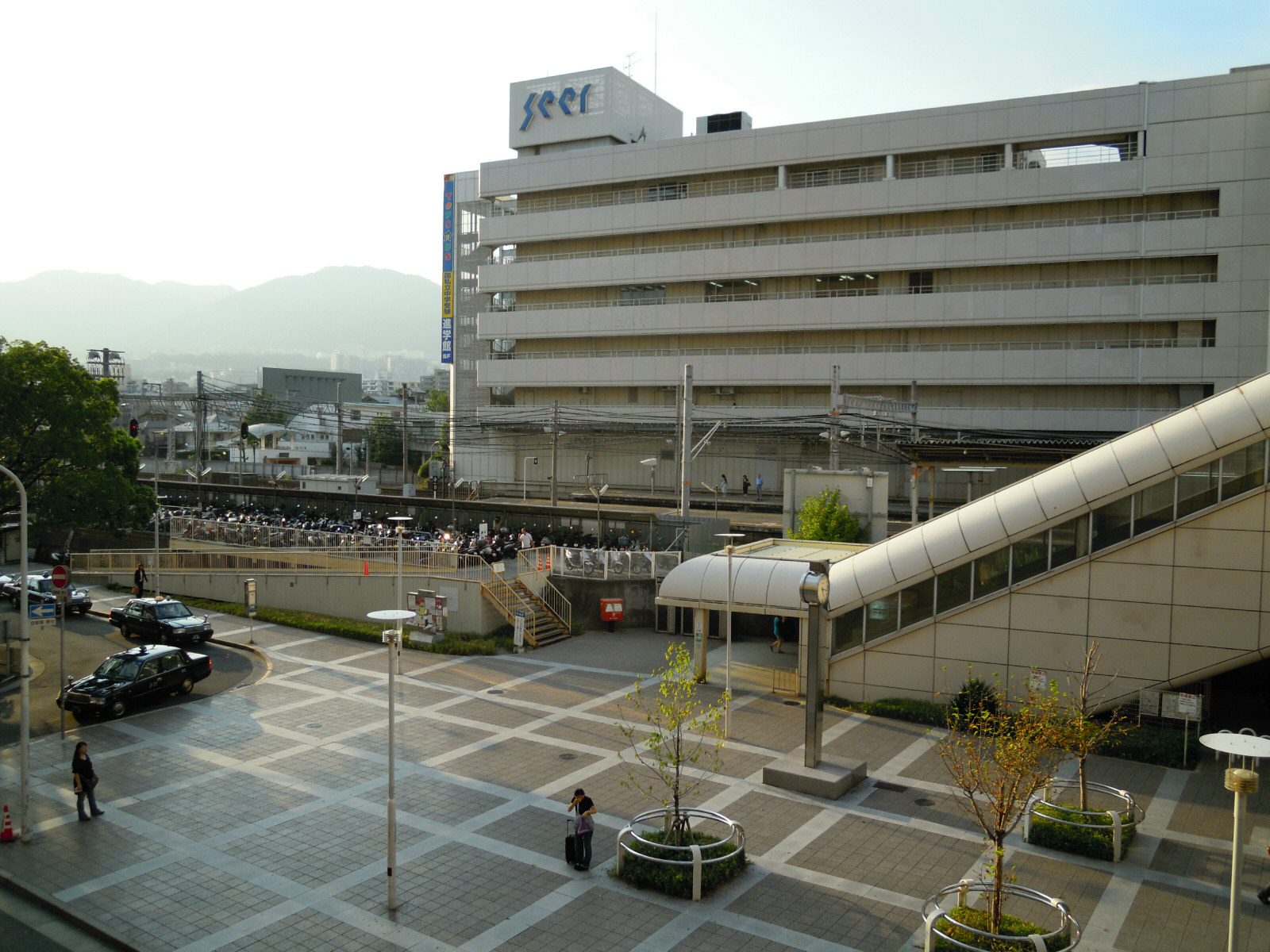
住吉駅南口側から。JR線路を隔てて駅ビルが見える。

ファッション店、雑貨店、書店、レストラン、カフェなどいろいろなテナントが入居している。

### 1F
- 神戸凮月堂(菓子)
- 本高砂屋(菓子)
- モロゾフ(菓子)
- 芦屋ホームメイドスイーツママンユキ(菓子)
- ゆずりは×FUKUROUスイーツセレクト(ジェラート)
- モンロワール(チョコレート)
- 文明堂(カステラ)
- フラワーボックス(花)

### 2F
- OPAQUE.CLIP(レディース)
- Te chichi(レディース)
- Gready Brilliant(レディース)
- JASMIN SPEAKS(レディース)
- Daily-9(レディース)
- ANNIVERSARY-WORLD(生活雑貨)
- stream-market(服飾雑貨)
- 御影新生堂(食料品)

### 3F
- ビースリー(レディース)
- キャンドゥ(100円ショップ)
- 山中眼科クリニック(眼科)
- アイシティ(コンタクトレンズ)
- スターバックスコーヒー(カフェ)

### 4F
- メガネのイシガミ(眼鏡)
- ジュンク堂書店(書籍)

### 5F
- ユニクロ(カジュアル)
- オリヒカ(メンズ、レディース)
- ABC-MART(靴)